# 愛媛小林製薬
愛媛小林製薬株式会社（えひめこばやしせいやく、英: Ehime Kobayashi Pharmaceutical Co.,Ltd.）は、 愛媛県新居浜市に本社・工場を置く企業。小林製薬の製造子会社であり、不織布を使用した衛生用品などの製造を行う。

## 主な製品
- 熱さまシート（冷却ジェルシート）
- サラサーティ（おりものシート）
- あせワキパット（衣類の汗染み防止シート）
- のどぬ～る　ぬれマスク
- メガネクリーナー

## 沿革
- 1962年 - 愛媛県川之江市（現・四国中央市）にて、エンゼル本舗株式会社設立。生理用ナプキンの製造開始。
- 1971年 - 株式会社エンゼルに社名変更。
- 1988年 - 小林製薬グループ入りし、「サラサーティ」の製造を開始。
- 1989年 - 「サラサーティ普及タイプ」生産開始。
- 1994年 - 「サラサーティ」コットンタイプ生産開始。
- 1997年 - 「サラサーティWパウダー」生産開始。
- 1998年 - 「メガネクリーナーふきふき」生産開始。
- 2000年 - 「サラサーティコットン100　2枚重ねタイプ」生産開始。
- 2002年 - 新居浜工場竣工。
- 2003年 - 本社を愛媛県新居浜市黒島に移転。「愛媛小林製薬株式会社」に社名変更。
- 2005年 - 「サラサーティ　やわらかシルクタッチ」生産開始。太陽光発電設置（10kw発電）。
- 2006年 - 小さくてめだたない「汗わきパット　Riff」生産開始。「のどぬ～る　ぬれマスク就寝用」生産開始。
- 2007年 - 「サラサーティ　SARA・LI・E（さらりえ）」生産開始。「のどぬ～る　ぬれマスク加湿・ウィルス対策」生産開始。
- 2008年 - 「のどぬ～る　ぬれマスク鼻にスーっと」生産開始。
- 2009年 - 「サラサーティSoLaLa♪（そらら）」生産開始。工場第2期棟竣工。小林製薬より「熱さまシート」の生産移管。
- 2011年 - 「スマートフォンふきふき」生産開始。「サラサーティー消臭さらりえ」生産開始。
- 2016年 - 製品倉庫竣工。
- 2017年 - 「熱さまシート ストロング」生産開始。
- 2020年 - 「赤ちゃん熱さま」生産開始。